# نوترکیبی نابجا
نوترکیبی نابجا یا نوترکیبی اکتوپیک (به انگلیسی: Ectopic recombination)، یک شکل نامعمول از نوترکیبی است که در آن یک تلاقی بین دو توالی DNA همولوگ واقع در موقعیت‌های کروموزومی غیرآللی صورت می‌گیرد. چنین نوترکیبی اغلب سبب بازآرایی چشمگیر کروموزومی می‌شود که به‌طور کلی برای جاندار زیان‌آور است. با این حال، برخی پژوهش‌ها نشان داده‌اند که نوترکیبی نابجا می‌تواند سبب کروموزوم‌های جهش‌یافته‌ای شود که برای جاندار مفید است. نوترکیبی نابجا می‌تواند در طول میوز و میتوز رخ دهد، اگرچه احتمال وقوع آن در طول میوز بیشتر است. این پدیده نسبتاً مکرر رخ می‌دهد - حداقل در یک گونه مخمر (ساکارومایسس سرویزیه) فراوانی نوترکیبی نابجا تقریباً با نوترکیبی آللی (یا سنتی) برابر است. اگر آلل‌های دو جایگاه هتروزیگوت باشند، نوترکیبی نابجا احتمال نسبی دارد، در حالی که اگر آلل‌ها هموزیگوت باشند، تقریباً به‌طور قطع تحت نوترکیبی آللی قرار خواهند گرفت. نوترکیبی نابجا نیازی به نزدیکی جایگاه‌های درگیر به یکدیگر ندارد. این می‌تواند بین جایگاه‌هایی که به‌طور گسترده روی یک کروموزوم از هم جدا شده‌اند، رخ دهد و حتی شناخته‌شده‌است که در سراسر کروموزوم‌ها رخ می‌دهد. همچنین به سطوح بالایی از همولوگی بین توالی‌ها نیاز ندارد - حد پایین مورد نیاز برای رخ دادن آن به اندازه ۲٫۲ کیلوبایت رشتهٔ همولوگ نوکلئوتیدهای دی‌ان‌ای برآورد شده‌است.
در سلول‌های سوماتیک گیاه تنباکو، به نظر می‌رسد که نوترکیبی ناشی از شکستگی دورشته‌ای دی‌ان‌ای بین توالی‌های همولوگ نابجا به عنوان یک مسیر بازسازی دی‌ان‌ای جزئی برای شکستگی‌های دورشته‌ای عمل می‌کند.